# آني آدامز فيلدز
آني آدامز فيلدز (بالإنجليزية: Annie Adams Fields)‏ هي كاتِبة وشاعرة أمريكية، ولدت في 6 يونيو 1834 في بوسطن في الولايات المتحدة، وتوفيت في 5 يناير 1915.